# Lagoa Seca
Lagoa Seca là một đô thị thuộc bang Paraíba, Brasil. Đô thị này có diện tích 109,342 km², dân số năm 2007 là 26275 người, mật độ 237,8 người/km².